# Misty in Roots
Misty in Roots är ett Londonbaserat rastafaritroende och roots reggaeband grundat av de tre bröderna Delbert, Wolford och Duxie Tyson. Misty in Roots debuterade 1975 som kompband åt den jamaicanske sångaren Nicky Thomas. Efter att ha avslutat samarbetet med Thomas blev bandet en del av kooperativet – The People Unite Cooperative – i stadsdelen Southall i London Borough of Ealing.
Bandet blev sedan en del av Rock Against Racism (RAR), en antirasistisk brittisk rörelse som startades 1976 för att motverka  våldet från och stödet för nynazistiska organisationer och högerextrema partier som National Front.  Misty in Roots deltog i konserter med bl.a. Tom Robinson, The Ruts, Elvis Costello och reggaeband som Aswad och Steel Pulse.
År 1979 blev Clarence Baker, en medlem av kollektivet, svårt misshandlad och skadad av Londons specialpolis för insatser vid demonstrationer och kravaller (Special Patrol Group, SPG) under ett demonstrationståg som National Front anordnade i stadsdelen Southall. Punkbandet The Ruts som var medlemmar i The People Unite cooperative hedrade honom i sin låt "Jah War" som fanns med på deras album The Crack.
Bandet består idag (med sina självvalda afrikanska smeknamn) av Lawrence Crossfield ("Kaziwayi") huvudvokalist, Walford Tyson ("Poko"), sång, Delbert McKay ("Ngoni"), sång, Julian Peters ("Bampy"), trummor, Antony Henry ("Tsungi"), basgitarr, Dennis Augustin ("Chop Chop"), perkussion, Delford Briscoe ("Tawanda"), keyboard och orgel, Desmond Charles ("Tendai"), keyboard och orgel.

## Biografi
Under 1970-talet var Misty In Roots ett jätteband med fem ledsångare och ett 20-tal musiker. Efter ett intensivt turnerande släpptes år 1979 slutligen debutalbumet, som var ett livealbum: Live at the Counter Eurovision, och samtidigt släpptes i Sverige albumet Misty Over Sweden på proggskivbolaget Nacksving, med ungefär samma uppsättning livelåtar, men inspelade i Sverige och inte i Bryssel. Låtar inspirerade av Bibeln, som "Judas Iskariot", "Sodom & Gomorra", See Dem A Come", "Oh Wicked Man", "How Long Jah Jah", framfördes av sångare med en anklagande ton i rösten och med en spöklik orgel bakom den tunga roots reggae-rytmen. Live at The Counter Eurovision hyllades av BBC Radios ledande DJ John Peel, som hjälpte till med att föra ut roots reggae till en vit publik.  
Misty In Roots andra album Wise And Foolish var ett studioalbum som släpptes 1982. Det hade ett mer moget, jazzigare och mer själfullt sound. 

## Trogna roots-reggaen
Fast beslutna att inte låta sig påverkas av den mer säljande popreggaen tillbringade några av bandmedlemmarna nio månader i de båda afrikanska länderna Zimbabwe och Zambia. Vistelsen i Afrika hade en stor inverkan på utvecklingen av bandets musik. Mistys två följande album Earth (1983) och Musi-O-Tunya (1985) var direkt inspirerade av bandets upplevelser i Afrika. Albumet Earth var en musikalisk dokumentation av de skador som mänskligheten tillfogat Moder Jord på grund av girighet, grymhet och okunskap. "Follow Fashion", "Earth", "Poor And Needy", "Own Them Control Them" och "Servant To Jah" är några av låtarna på albumet Earth. Albumet Musi-O-Tunya speglar bandets kärlek till Afrika. Titellåten betyder "Röken som dundrar" och är på svenska Viktoriafallen.
I slutet av 1980-talet var många av de stora roots reggae-ikonerna borta (Bob Marley, Peter Tosh, Jacob Miller m.fl.) Misty in Roots övergick dock inte (till skillnad från en rad andra reggaband) till att flirta med de nya stilar – som ragga, brittisk lovers rock eller den jamaicanska dancehallmusiken. – som erövrade reggaevärlden från mitten av 1980-talet. Misty in Roots höll i likhet med Jamaicas Burning Spear fast vid sin ortodoxa roots-stil. Några av bandmedlemmarna reste runt i Västafrika. År 2002 enades de åter på albumet Roots Controller och riktade skarp kritik mot dancehall-kulturen med låtar som "Dancehall Babylon", där "hedningarna bara söker sex och fåfänga".

## Diskografi
Album
- 1979 – Live At The Counter Eurovision 79. (Castle Music)
- 1979 – Misty Over Sweden  (Nacksving)
- 1982 – Wise And Foolish  (Castle Music)
- 1983 – Earth  (Castle Music)
- 1985 – Musi-O-Tunya  (Castle Music)
- 1989 – Forward  (Castle Music)
- 1994 – Chronicles (Castle Music)
- 1995 – The John Peel Sessions (Recall)
- 1998 – Jah Sees Jah Knows (2 CD-version inkluderande Live at the Counter Eurovision '79) (Recall)
- 2002 – Roots Controller (Real World Records)